# I'm a Boy
Singles de The Who
The Kids Are Alright
(1966) La-La-La Lies
(1966)
I'm a Boy est une chanson du groupe de rock britannique The Who. Elle parut en août 1966, atteignant la seconde place des charts britanniques.
On peut le trouver sur plusieurs compilations, comme l'anthologie de 1994. Une version alternative existe sur Meaty Beaty Big and Bouncy.

## Genèse
Pete Townshend présente cette chanson comme étant sa toute première tentative de composition d'un opéra-rock, appelé Quads. Le concept, simple (voire très léger selon l'auteur) se plaçait dans un futur proche. Dans cette perspective, les parents pouvaient choisir le sexe de leur enfant. Ainsi un couple demanda d'avoir quatre filles. Mais un problème survint, et ils reçurent trois filles et un garçon.
Cependant, les Who n'avaient guère de temps, et ils durent condenser l'histoire en un seul single.

## Description et postérité
La chanson est un mélange des "codes" pop de l'époque: guitare clean, batterie et basse en retrait, harmonies vocales, mais le tout harmonisé donne le son Who des années 60. On y sent l'énergie sous-jacente propre à tout enregistrement des Who.
Sa structure est assez originale : intro de Pete Townshend, puis Roger Daltrey entame le chant. Le jeu de guitare de Pete Townshend dénote une certaine agressivité malgré le calme de la chanson. Les lignes de basse, bien que sous-mixées, montrent une fois de plus la virtuosité de John Entwistle. Keith Moon impose son style de batterie, formant une sorte de contrepoint avec la guitare. Les parties vocales sont harmoniquement complexes, rappelant les Beach Boys, notamment lors du passage central.
Pour les paroles, elles peuvent être interprétées comme étant la complainte du personnage principal du projet avorté de Townshend. Celui-ci est mortifié d'être traité comme une fille (ses parents lui ont mis une perruque) alors qu'il rêve de se comporter comme un vrai petit garçon : jouer au cricket, faire du vélo, se blesser et rentrer chez lui couvert de boue...